# جادر سوزا
جادر سوزا (بالبرتغالية: Jader Souza) (مواليد 13 مارس 1982) هو سبّاح برازيلي، مثّل بلاده في الألعاب الأولمبية الصيفية 2004.

## روابط خارجية
جادر سوزا على موقع الاتحاد الدولي للسباحة (الإنجليزية)
- جادر سوزا على موقع أوليمبيديا (الإنجليزية)